# Cueva de las Palomas

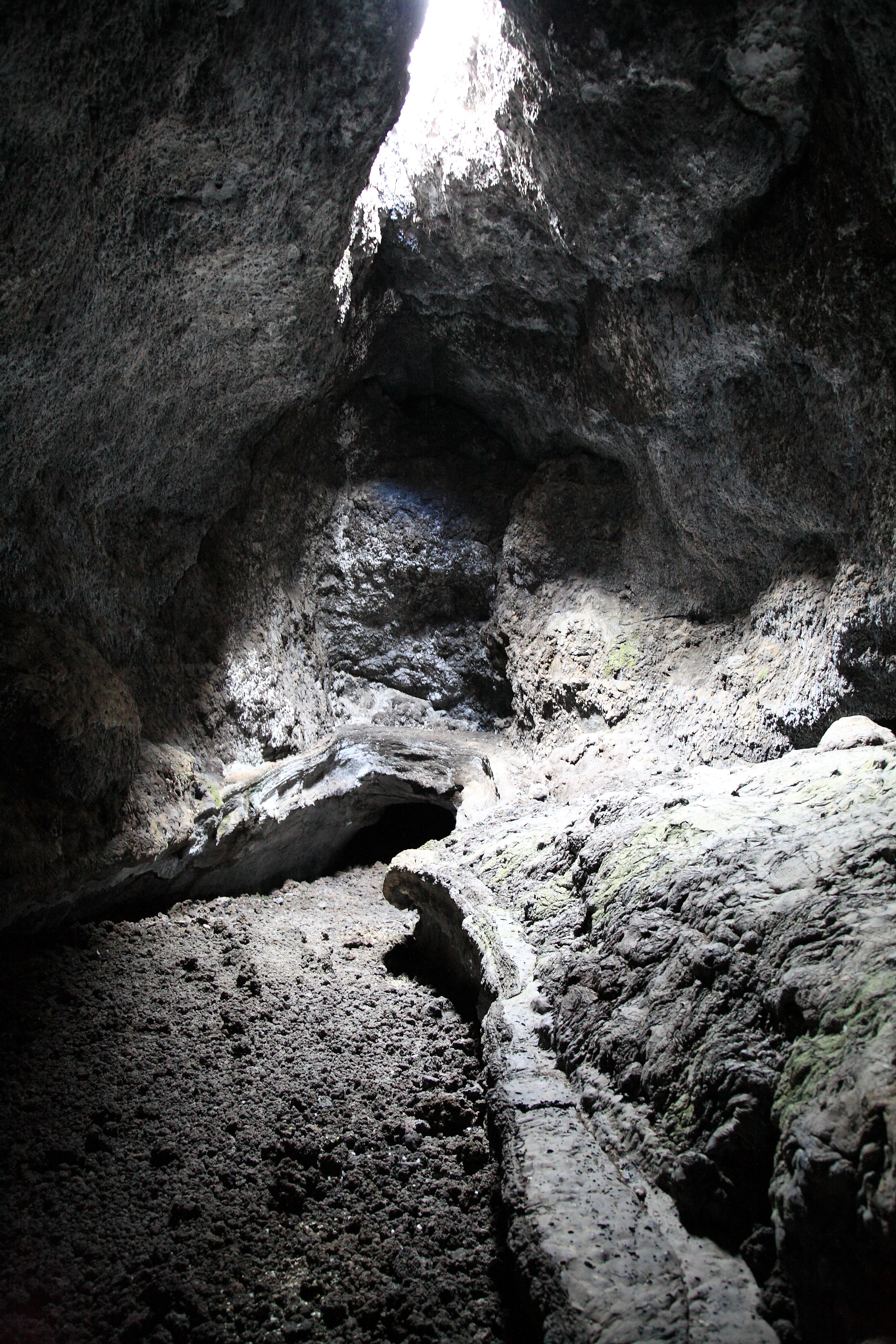
Cueva de las Palomas mit Tageslicht durch eine Öffnung

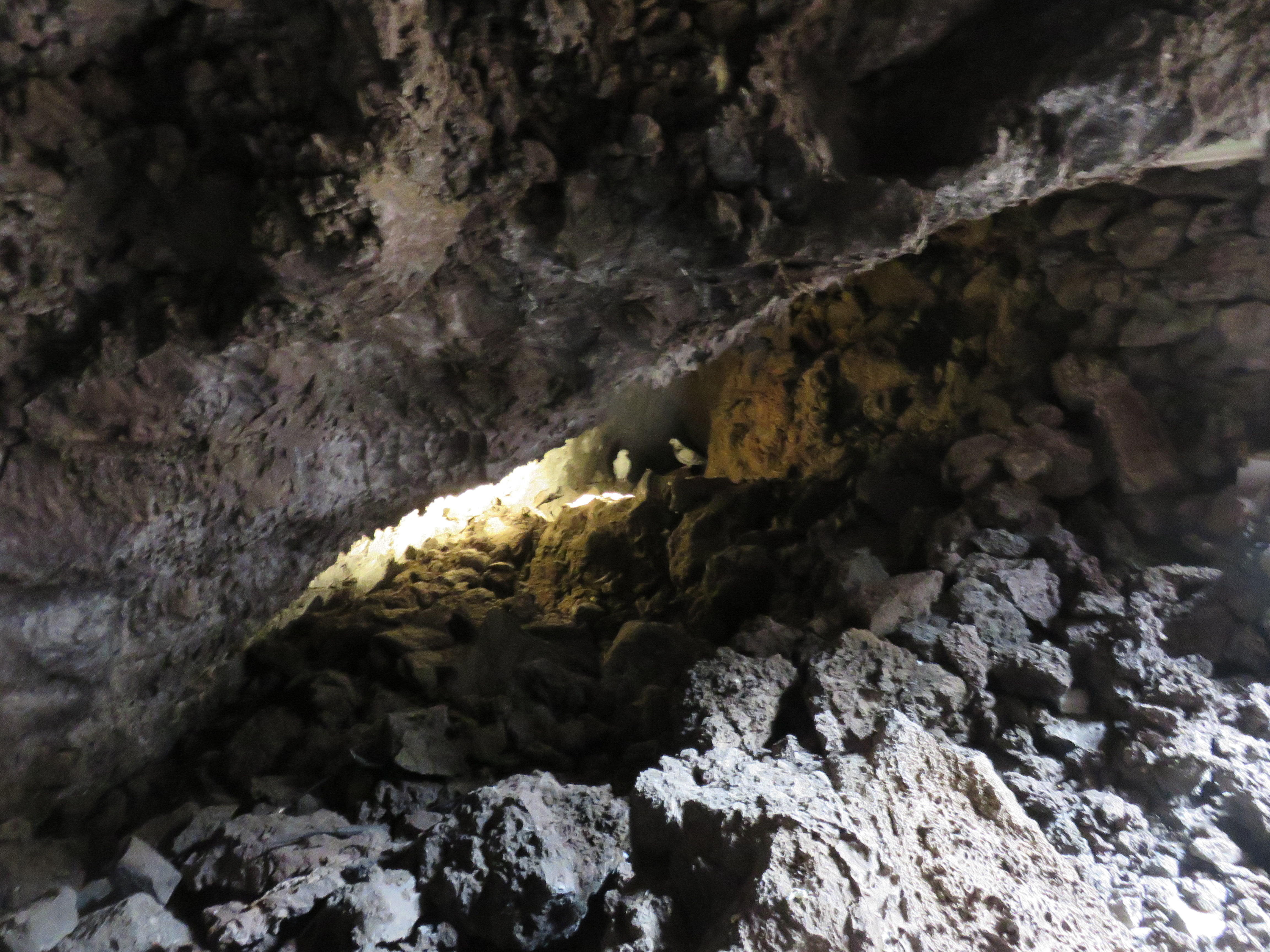
Begehbares Stück Lavaröhre, genannt El vidrio, unter dem Besucherzentrum (im Hintergrund Nachbildungen von Tauben)

Die Cueva de las Palomas (spanisch, Höhle der Tauben) ist eine Lavaröhre auf der Kanarischen Insel La Palma. Sie befindet sich im  Malpais de Las Manchas genannten mittleren Teil des vom Llano del Banco-Vulkan (einer der drei bei der San Juan-Eruption 1949 tätigen Vulkane) ausgehenden  Lavastroms. Sie liegt nördlich des Dorfes Las Manchas de Abajo der Gemeinde Los Llanos de Aridane und westlich des Dorfes San Nicolás der Gemeinde La Palma. Im Gegensatz zum Nachbarort Todoque, der weniger als 1000 m entfernt liegt und während des Vulkanausbruchs auf La Palma 2021 vollständig zerstört wurde, ist die Cueva de las Palomas von den Lavaströmen verschont geblieben.
Die Lavaröhre besteht aus den Abschnitten Todoque I und Todoque II, welche als Naturdenkmal, Tubo Volcánico de Todoque in das Gesetz 12/1994 aufgenommen wurden (BOCA Nr. 157 vom 24. Dezember 1994). Mit der Änderung des Dekrets 174/2009 der Regierung der Kanarischen Inseln wurde 2016 der Name der besonderen Schutzzone Tubo Volcánico de Todoque in Malpaís de Las Manchas y Cueva de Las Palomas geändert und erhielt insgesamt einen Status als Natura-2000-Gebiet.

## Lavaröhren im Lavafeld des San Juan
Der Vulkanausbruch von 1949 (meist San Juan genannt) fand auf dem Bergkamm der Cumbre Vieja an drei Ausbruchsstellen zeitlich versetzt statt. Alleine aus dem Spaltenvulkan in der Ebene Llano del Banco in 1300 Meter Höhe (auch als Llano-del-Banco-Vulkan bezeichnet) ergoss sich ein großer Lavastrom über die Westflanke der Cumbre Vieja bis zum Meer, der dort eine große Lavaplattform im Meer entstehen ließ. Heute befinden sich dort neben großen Bananenplantagen die Siedlung La Bombilla und der Leuchtturm Faro de Punta Lava. In dem ausgedehnten Lavafeld hatten sich mehrere Lavaröhren ausgebildet:
| Name                          | Code 1) | Länge (m) | Geländehöhe (m ü. M.) | Zu- gänge | Bemerkung                                                             |
| ----------------------------- | ------- | --------- | --------------------- | --------- | --------------------------------------------------------------------- |
| Cueva de Johannes Sprunk      | LLA-06  | 037,7     | 625                   |           | durch menschlichen Eingriff teilweise zerstört                        |
| Cueva Lávico Las Manchas      | LLA-12  | 050       |                       |           |                                                                       |
| Cueva Pequeña Sima            | LLA-13  | 06        |                       |           |                                                                       |
| Cueva El Vidrio               | LLA-14  | 015       | 550                   | 02        | 28° 36′ N, 17° 53′ W Besucherzentrum                                  |
| Cueva de Todoque I            | LLA-01  | 560       | 510                   | 12        | 28° 36′ N, 17° 53′ W Naturdenkmal ²)                                  |
| Cueva de Todoque II           | LLA-04  | 157,5     | 485                   | 01        | 28° 36′ N, 17° 54′ W Naturdenkmal ²)                                  |
| Cueva Verde                   | LLA-07  | 042       | 490                   | 01        | bis zu 10 m große Hohlräume                                           |
| Cueva Hoyo de las Norias I    | LLA-09  | 038       | 365                   | 01        | durch menschlichen Eingriff teilweise zerstört                        |
| Cueva Hoyo de las Norias II   | LLA-10  | 040       | 350                   |           | 20 m große Galerie                                                    |
| Cueva de la Terraza de Verano | TZ-03   | 049       | 180                   | 01        |                                                                       |
| Cueva La Muralla              | TZ-04   | 044       | 170                   |           | Die Höhle befindet sich unter der Straße, die nach Puerto Naos führt. |
| Cueva La Murga                | LLA-    | 068,4     | 015                   |           | eindringendes Wasser durch Bewässerung von Bananenplantagen           |

1) Offizielle Kodierungen der Lavaröhren auf La Palma seit 1997. Lage der Lavaröhren in den Gemeinden: LLA: Los Llanos, TZ: Tazacorte

²) Die ehemals zusammenhängende Lavaröhre Cueva de las Palomas wurde durch den Bau der Landstraße LP-211 in die Abschnitte Todoque I und II getrennt.
Die Cueva de las Palomas (Gesamtlänge etwa 720 Meter) ist eine von mehr als 100 Lavaröhren auf La Palma, wobei die Cueva Honda del Bejenado in der Gemeinde El Paso mit 1362 Meter die längste ist.
Die ersten topografischen Untersuchungen der Lavaröhren fanden im Jahr 1987 durch die Universität La Laguna statt, deren Ergebnisse 1996 veröffentlicht wurden. 1998 wurde der Eingang der Lavaröhre Todoque I entdeckt. In den folgenden Jahren wurden weitere Abschnitte unterschiedlicher Längen des gesamten Verlaufes der Lavaröhre festgestellt.
Der Eingang zur Lavaröhre Cueva de las Palomas (Todoque I) besteht aus einer großen Einsturzmulde und liegt im weiträumigen Lavafeld des Llano-del-Banco-Vulkans zwischen den Orten Todoque und Las Manchas, an der Landstraße LP-211. Die Einsturzmulde wird im Spanischen Jameo genannt; das Wort kommt aus der Sprache der kanarischen Ureinwohner, der Guanchen, und bedeutet Hohlraum oder Vertiefung im Erdboden. Die Lavaröhre ist sehr unterschiedlich geformt und besteht aus z. T. drei bis vier Meter hohen Wänden, weiten Hallen und schmalen Durchgängen sowie ebenen Abschnittsverläufen und steilen Abstiegen.

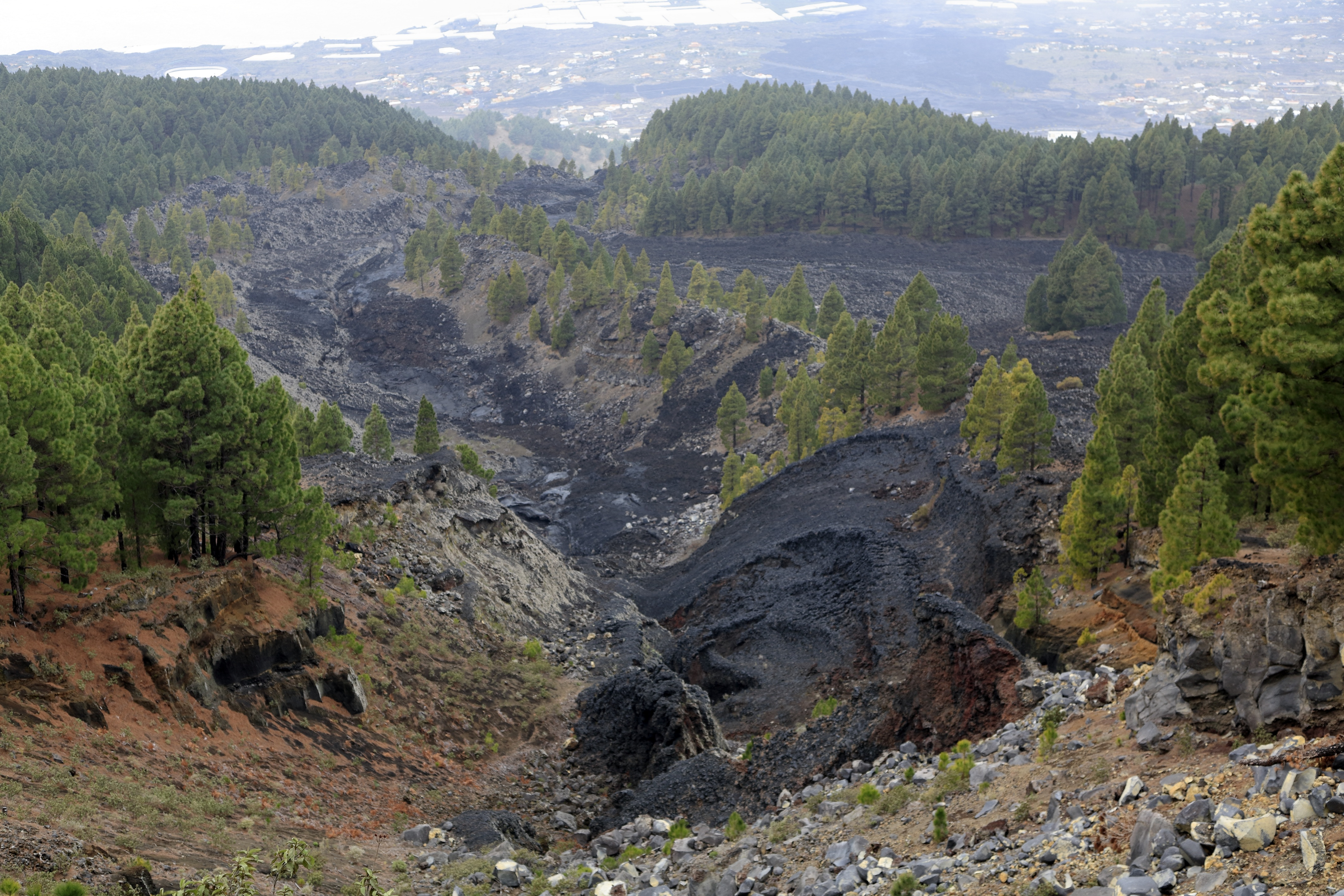
Lavastrom des Llano del Banco-Vulkans talwärts, im Vordergrund der Anfang (Austrittsstelle)
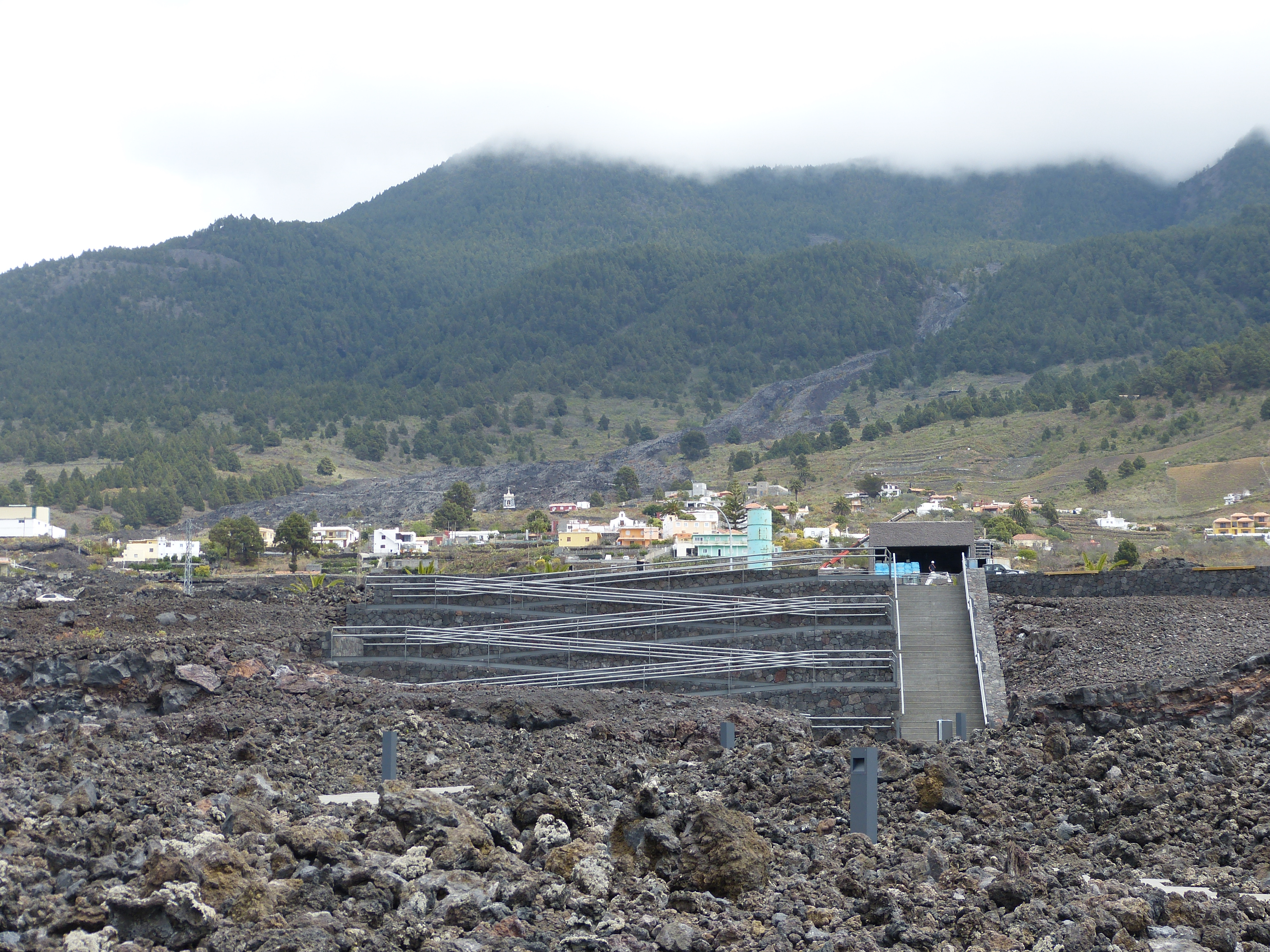
Lavafeld des Llano del Banco-Vulkans, Besucherzentrum (im Bau), im Hintergrund der Anfang des Lavastroms
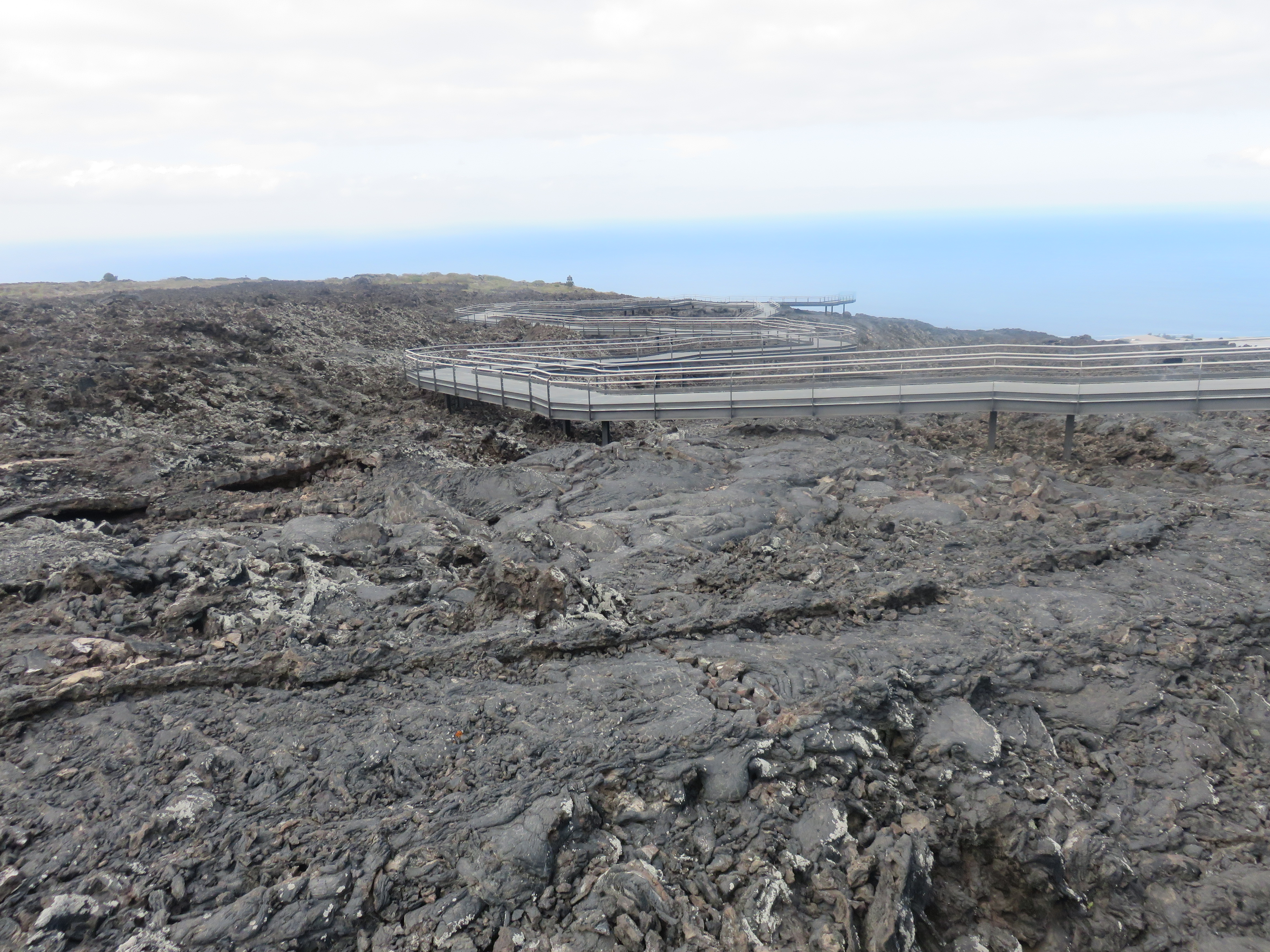
Lavafeld des Llano del Banco-Vulkans, im Hintergrund das Meer
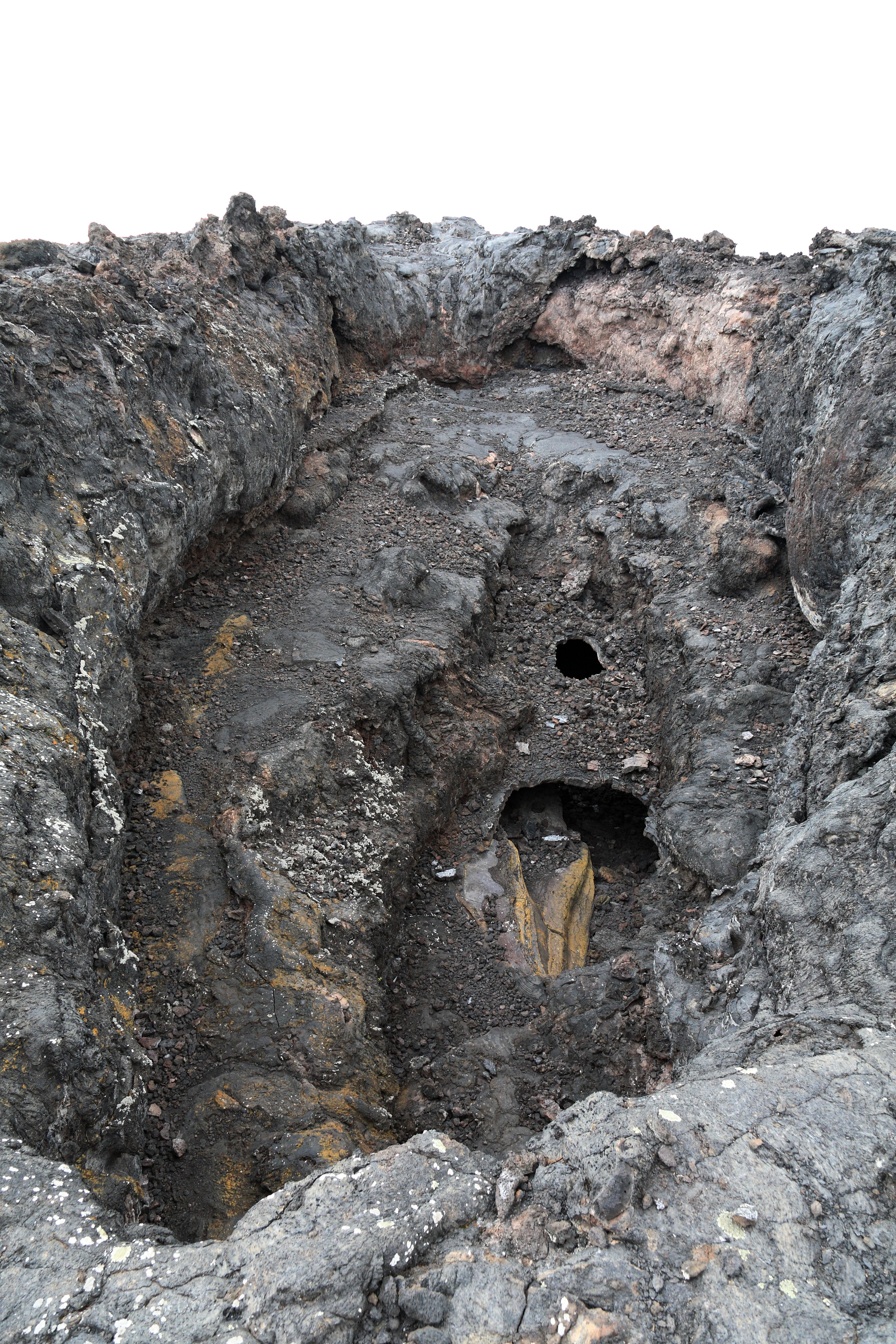
Zugang zur Lavaröhre Todoque I, 2012 vor der Erschließung
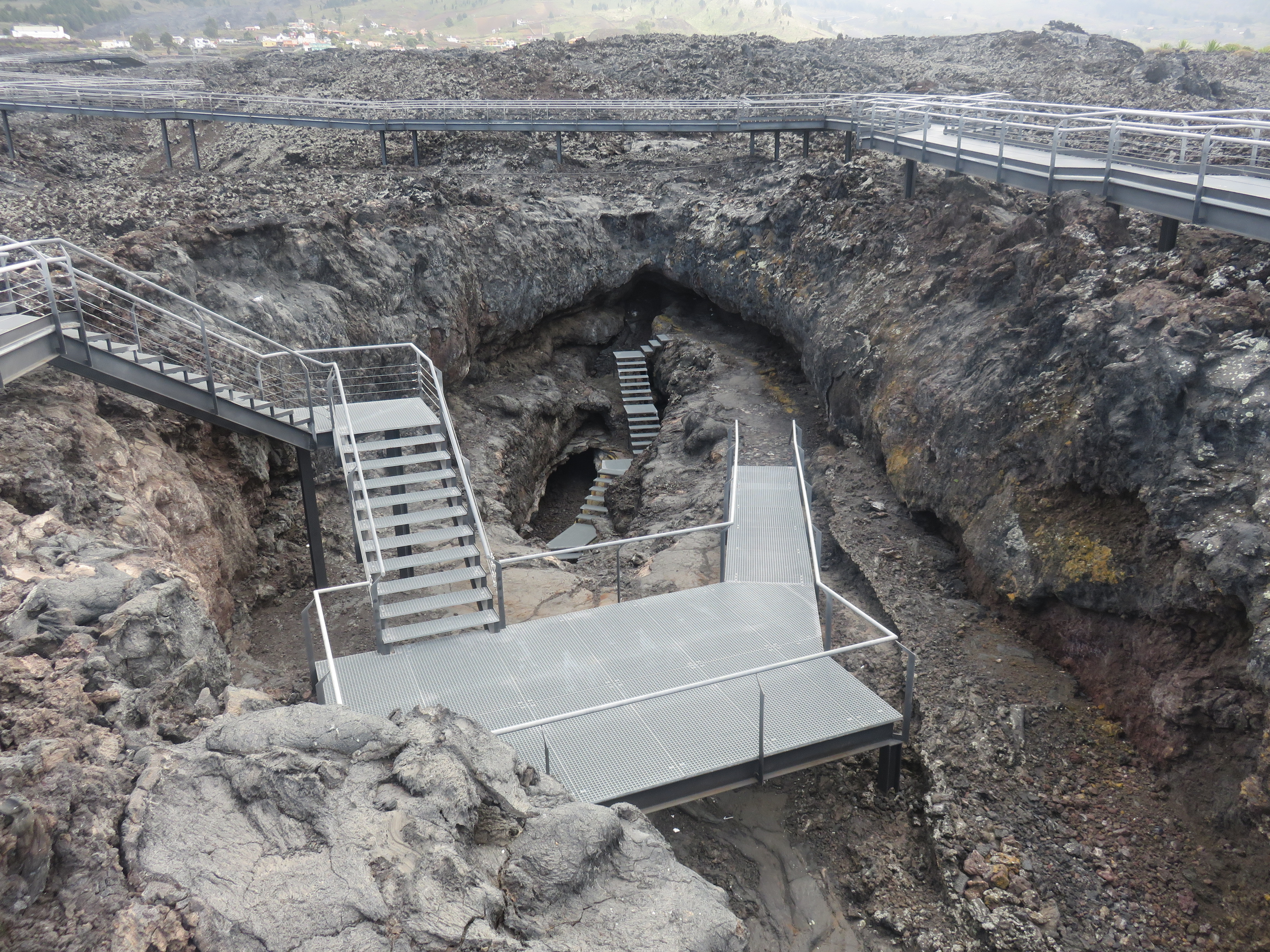
Zugang zur Lavaröhre Todoque I
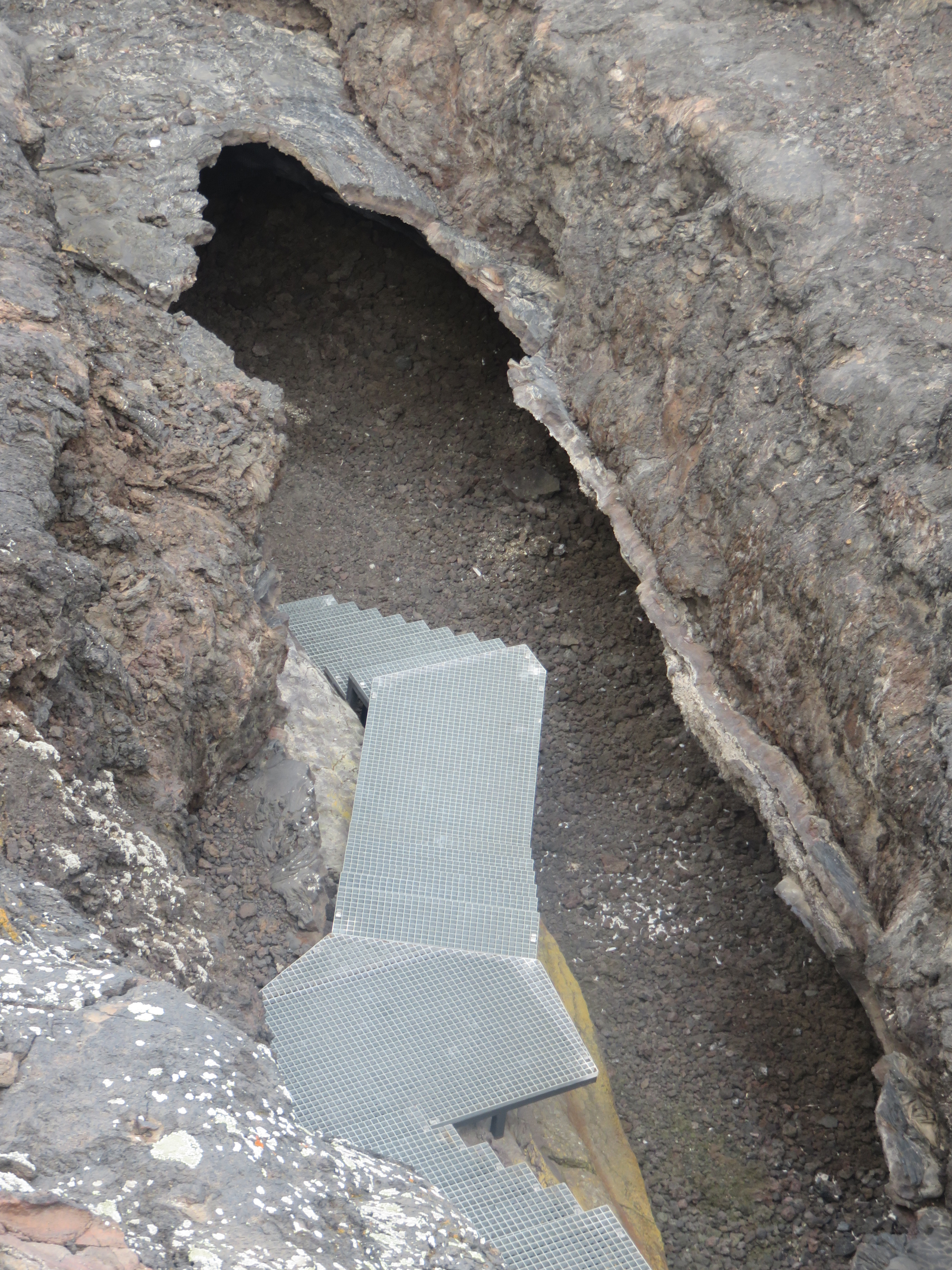
Einstieg zur Lavaröhre Todoque I
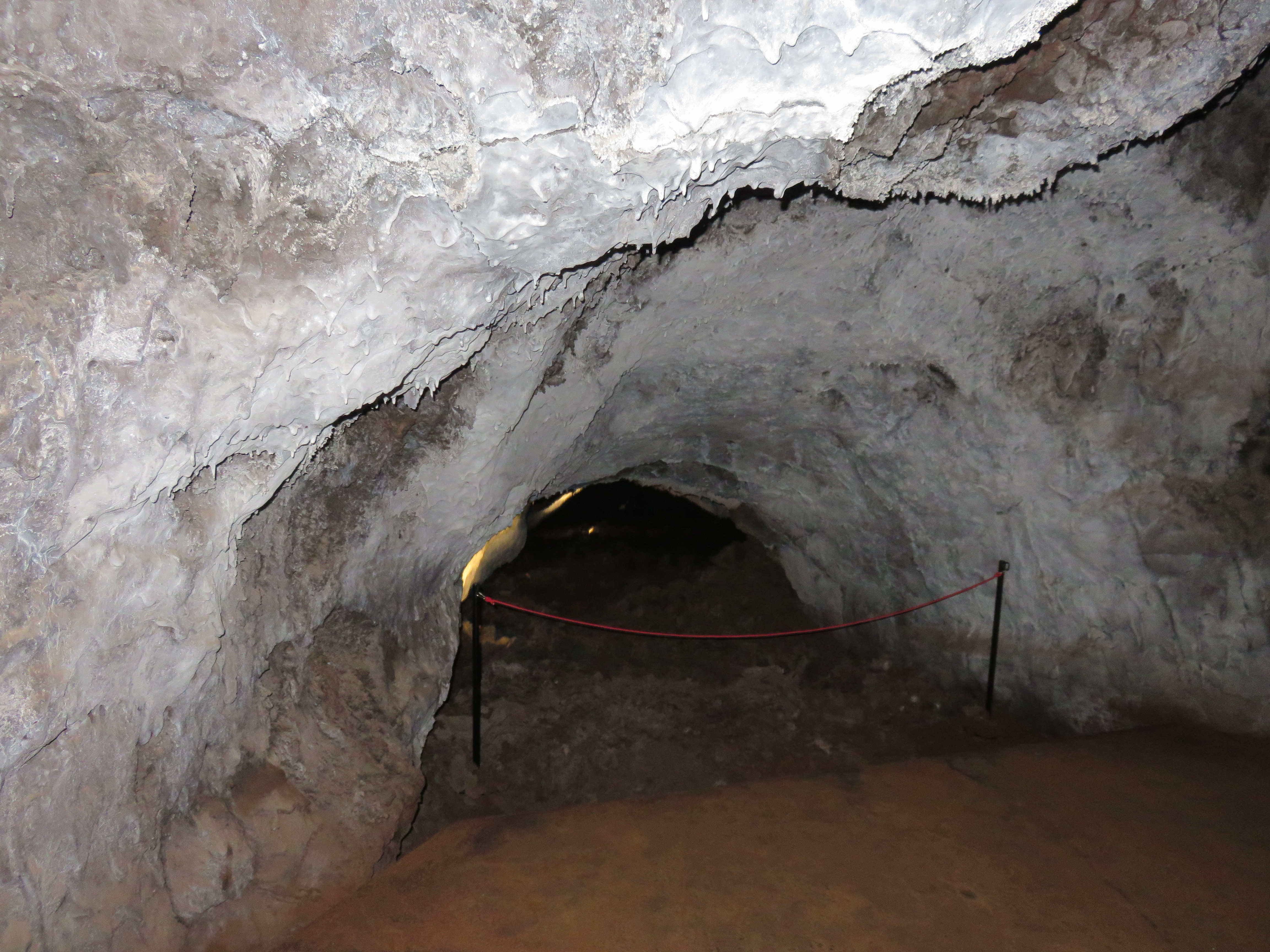
Lavaröhre El Vidrio

## Bildungsmechanismus von Lavaröhren
Der Bildungsmechanismus der Lavaröhre wird wie folgt angenommen: In der Nähe der Eruptionsstelle des Vulkans fließt die Lava zunächst in offenen Kanälen im Gelände hinab, wobei die Lava sich durch den Kontakt mit dem Umgebungsgestein an der Unterseite und durch den Kontakt mit der Luft an den Rändern abkühlt und erstarrt. Durch die langsame Abkühlung des Lavastroms an seinen Rändern wird die Lava dort zähflüssiger und es bilden sich Seitenwände, die immer höher wachsen und den Lavafluss schließlich überdachen. Je größer die Geländeneigung ist, desto leichter bildet sich ein Kanal aus, der schließlich zu einem Lavatunnel führt. Dabei kann, wie das im Tunnel Todoque I zu beobachten ist, ein Netz von Lavaröhren entstehen; sie erstrecken sich hier, teils sichtbar, neben, ober- und auch unterhalb des Haupttunnels. Die maximale Fließgeschwindigkeit des 1949 aktiven Lavastroms des Llano-del-Banco-Vulkans wird mit 37 km/h angegeben.

## Lava als Lebensraum

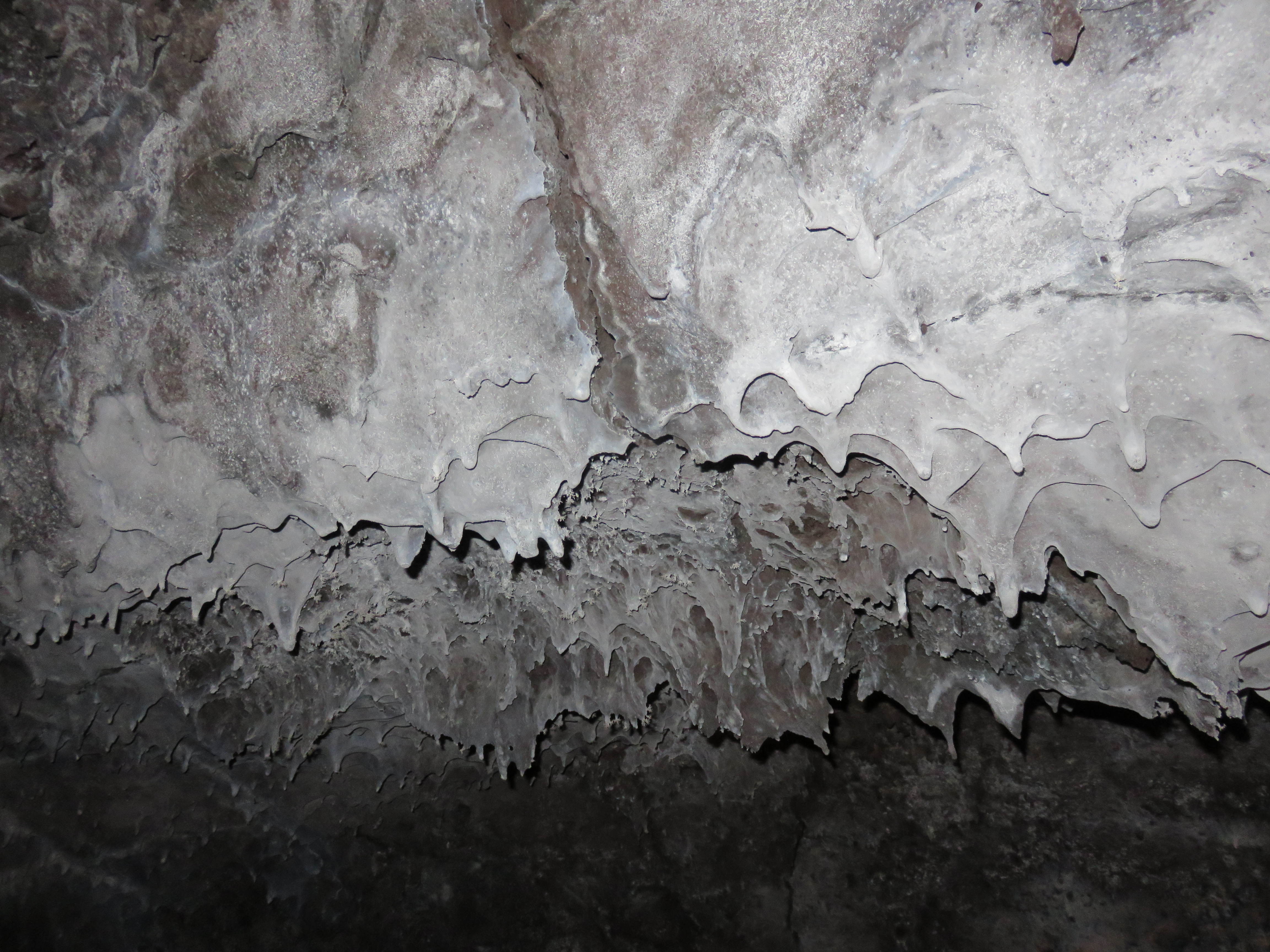
Stalaktiten in der Lavaröhre El Vidrio

An den Decken der Lavaröhren wachsen teilweise kleine Stalaktiten heraus, die aus dem einsickernden Niederschlagswasser auskristallisieren, welches auf seinem Weg durch die Lava die Minerale im Gestein zuvor gelöst hat. Dabei handelt es sich wahrscheinlich um Gips (CaSO4 · 2 H2O) oder auch Calcit (CaCO3).
In den Lavaröhren hat sich eine besondere Fauna von wirbellosen Tieren ausgebildet, die sich dem hypogealen Leben angepasst haben. Mit Gesetz 12/1987 wurde dieses Gebiet zu einem besonders schützenswerten Naturraum der Kanarischen Inseln und durch das Gesetz 12/1994 zum Naturschutzgebiet der Kanarischen Inseln erklärt. Dieser Raum bildet auch eine einzigartige unterirdische Landschaft mit besonderen Merkmalen, die den Inselkomplex abwechslungsreicher machen.
Mehrere Lavaröhren dienen als Zufluchts- und Nistplätze von Tauben, Kaninchen, kanarischen Hunden, Eidechsen, Fledermäusen, Ziegen und Kakerlaken, dementsprechend befinden sich dort Ansammlungen von Taubenkot, Schneckenhäuser der Art Hemicycla sowie Skelette der vorgenannten Tierarten.
Prozentual gesehen machen die Vulkanröhre jedoch nur 0,64 % der Fläche des Schutzgebietes aus, während die erkalteten Lavaflüsse des Vulkans San Juan 40,89 Hektar der insgesamt 45,19 Hektar, also 90,48 % davon, einnehmen. Im Biotop-Verbund spielen auch diese Flächen eine wichtige Rolle, weshalb es 2016 zur naturschutzrechtlichen Umwidmung kam.

## Besucherzentrum und Zugänge zu den Lavaröhren

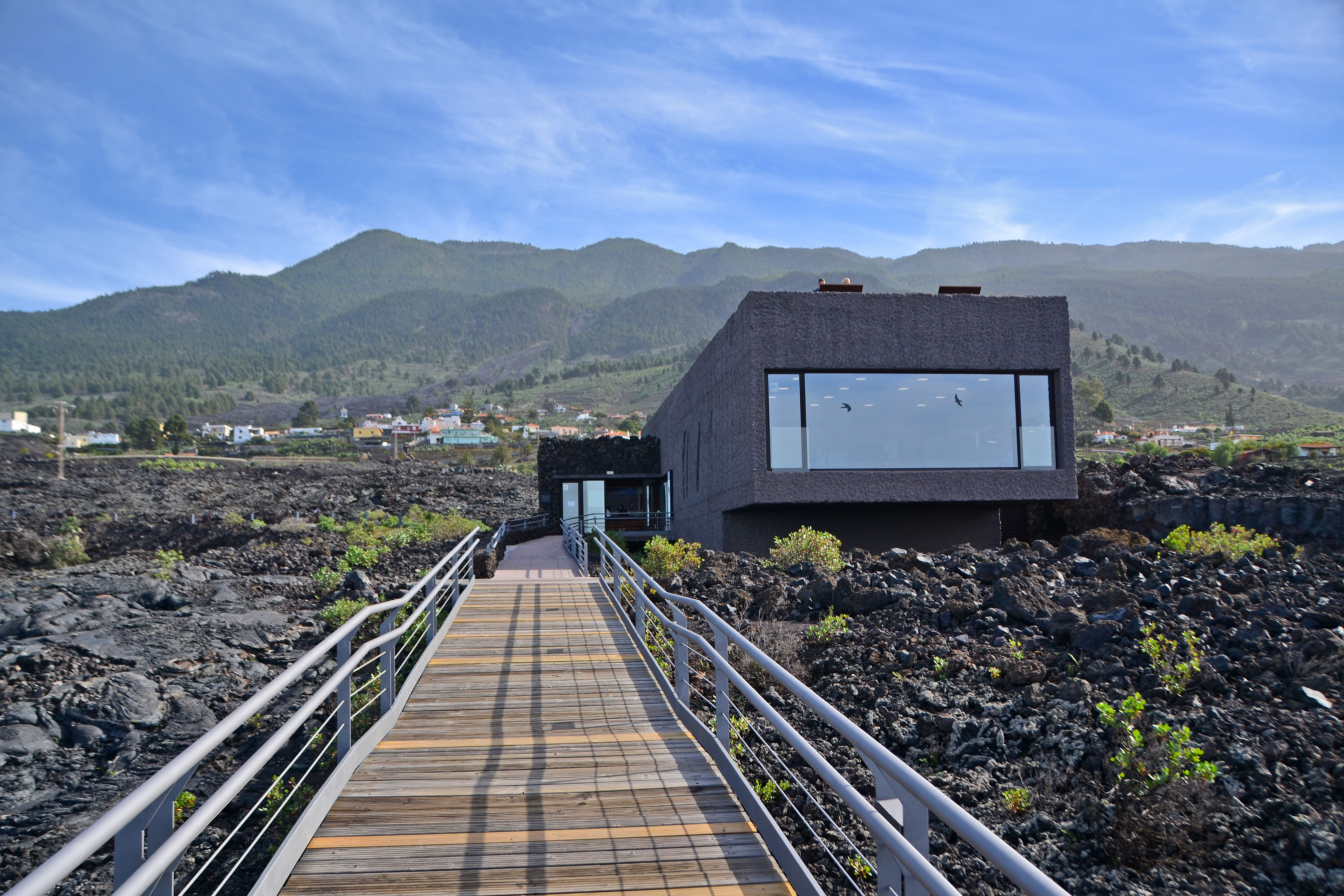
Besucherzentrum über Cueva El Vidrio, Dez. 2020

Im Lavafeld des Llano del Banco-Vulkans wurde 2017 das Besucherzentrum Centro de interpretation de las cavidades volcanicas Caños de Fuege errichtet und im April 2019 eröffnet. Im Keller des Gebäudes befindet sich der barrierefreie Zugang zu einem begehbaren Abschnitt der etwa 15 Meter langen Lavaröhre El Vidrio.
Durch das ausgedehnte Lavafeld vom Besucherzentrum hinunter zum  bergwärts führenden Zugang von Todoque I wurde ein begehbarer Metallsteg angelegt, der die Betrachtung der vielfältigen Formen des erstarrten Lavaflusses ermöglicht.